# La scelta di Sophie
La scelta di Sophie (Sophie's Choice) è un film del 1982 diretto da Alan J. Pakula, tratto dall'omonimo romanzo di William Styron.
Nel 2007 l'American Film Institute l'ha inserito al novantunesimo posto della classifica dei cento migliori film americani di tutti i tempi (nella classifica originaria del 1998 non era presente).

## Trama
Stati Uniti, 1947. Dopo la fine della seconda guerra mondiale, un giovane della Virginia aspirante scrittore di nome Stingo ha lasciato l'uniforme dei Marines e la fattoria paterna per cercare fortuna a New York. Arrivato in città, trova sistemazione a Brooklyn in una casa bizzarra, dipinta di rosa, la cui proprietaria, Yetta, gli affitta una camera.
La sua tranquilla e operosa vita di scrittore è turbata dai rapporti spesso tempestosi di altri due inquilini della casa: una coppia composta da Sophie Zawistowska, una donna polacca, immigrata dopo aver subito la terribile esperienza del campo di concentramento di Auschwitz, e Nathan Landau, un intellettuale ebreo, brillante, raffinato, ma con oscillazioni d'umore sconcertanti, ossessionato dall'olocausto e dalla conseguente morte di sei milioni di ebrei.
Fra i tre nasce un'amicizia profonda e Stingo è coinvolto, e anche plagiato, da ricordi, emozioni, fobie di un mondo che non conosce mentre cresce in lui un legame amoroso che lo vincola a Sophie: aumentando la confidenza, la donna gli confesserà tutta la sua vita, fino ad allora segreta.
Affiora così una triste e drammatica realtà: il padre, professore all'università di Cracovia, esaltato dalla figlia come uomo buono e giusto, era invece un simpatizzante dei nazisti e un sostenitore dello sterminio degli ebrei, e anche lei si sente colpevole di collaborazionismo, avendo aiutato il padre a scrivere e pubblicare i suoi libelli antisemiti. Analogamente al padre e al marito, anche lei è stata deportata ad Auschwitz, insieme ai due figli, un maschio (mandato al kinderlager) e una femmina (selezionata all'arrivo per il forno crematorio). Inoltre, per salvare se stessa e il figlio Jan, ha nuovamente collaborato, questa volta come segretaria del comandante del campo, Rudolf Höß, per inserire Jan nel progetto Lebensborn,  di cui poi non ebbe più notizie e cominciò a pensare che Jan fosse stato ucciso.
È una lunga confessione, che avviene con impressionanti flashback, mentre il rapporto a tre continua, a volte tranquillo a volte tempestoso, secondo il variare degli umori di Nathan che, come viene rivelato dal fratello medico a Stingo, è affetto da schizofrenia paranoide: per di più, è tossicodipendente da cocaina e assorbito da un vortice di annientamento («Non lo capisci, Sophie, stiamo morendo», aveva già precedentemente confidato all'amante).
La vicenda sembra risolversi positivamente quando, dopo l'ultima violenta scenata di Nathan, furioso e armato, Sophie e Stingo partono per la Virginia. In viaggio il giovane propone alla donna di sposarlo; Sophie dapprima si concede a Stingo, ma poi lo abbandona, ritornando da Nathan, con cui si suicida.

## Riconoscimenti
- 1983 - Premio Oscar
  - Miglior attrice protagonista a Meryl Streep
  - Candidatura Migliore sceneggiatura non originale a Alan J. Pakula
  - Candidatura Migliore fotografia a Néstor Almendros
  - Candidatura Migliori costumi a Albert Wolsky
  - Candidatura Miglior colonna sonora a Marvin Hamlisch
- 1983 - Golden Globe
  - Miglior attrice in un film drammatico a Meryl Streep
  - Candidatura Miglior film drammatico
  - Candidatura Miglior attore debuttante a Kevin Kline
- 1984 - Premio BAFTA
  - Candidatura Miglior attrice protagonista a Meryl Streep
  - Candidatura Miglior attore debuttante a Kevin Kline
- 1983 - Boston Society of Film Critics Award
  - Miglior attrice protagonista a Meryl Streep
- 1984 - David di Donatello
  - Candidatura Migliore attrice straniera a Meryl Streep
- 1983 - Kansas City Film Critics Circle Award
  - Miglior attrice protagonista a Meryl Streep
- 1982 - Los Angeles Film Critics Association Award
  - Miglior attrice protagonista a Meryl Streep
- 1982 - National Board of Review Award
  - Migliori dieci film
  - Miglior attrice protagonista a Meryl Streep
- 1984 - Awards of the Japanese Academy
  - Candidatura Miglior film straniero
- 1984 - Premio Robert
  - Miglior film straniero a Alan J. Pakula
- 1984 - Mainichi Film Concours
  - Miglior film straniero a Alan J. Pakula
- 1982 - New York Film Critics Circle Award
  - Miglior attrice protagonista a Meryl Streep
  - Migliore fotografia a Néstor Almendros
- 1984 - WGA Award
  - Candidatura Miglior sceneggiatura a Alan J. Pakula
- 1982 - Kinema Junpo Award
  - Miglior film straniero a Alan J. Pakula
- 1983 - National Society of Film Critics Award
  - Miglior attrice protagonista a Meryl Streep
- 1983 - Sant Jordi Awards
  - Candidatura Miglior attrice straniera a Meryl Streep